# Webböngészők listája
Itt a webböngészők listája következik.

A nagyobb böngészők fontosabb kiadásainak idővonala

## Grafikus böngészők

### Trident bázisú böngészők
Az Microsoft készítette a Trident böngészőmotor eredeti változatát a saját böngészőjéhez, az Internet Explorerhez.
- AOL Explorer
- Avant Browser
- Enigma
- Internet Explorer
- Maxthon (Gecko és Trident mag egyszerre)
- MSN Explorer
- Netscape böngésző (Gecko és Trident mag egyszerre)
- Sleipnir (Gecko és Trident mag egyszerre)
- Windows Intéző
- és sokféle Internet Explorer-skin

### Gecko bázisú böngészők
A Mozilla projekt keretein belül fejlesztik a nyílt forrású Gecko böngészőmotort.
- Mozilla Firefox (régebbi nevén Firebird és Phoenix)
- Camino Mac OS X-re (régebbi nevén Chimera)
- Mozilla Application Suite
- SeaMonkey
- CompuServe
- Aphrodite
- BackArrow (Skipstone alapokon)
- Beonex Communicator
- DocZilla, egy SGML böngésző
- Web, (korábban Epiphany) a GNOME jelenlegi alapértelmezett böngészője
- Galeon, a GNOME régebbi alapértelmezett böngészője
- K-Meleon Windowsra
- K-MeleonCCF Windowsra (K-Meleon alapokon)
- Kazehakase, egy nagyon könnyű kis GTK2 böngésző GNU/Linux alá
- Madfox (Firefox alapokon)
- Netscape Browser (Gecko és Trident maggal)
- Netscape (6-os és újabb verziók)
- Salamander
- Skipstone

### KHTML bázisú böngészők
A nyílt forrású KHTML böngészőmotort a KDE projekt keretében fejlesztik. (Lásd még: Webkit)
- Konqueror
- Safari
- Google Chrome
- ABrowse
- OmniWeb
- Shiira
- SkyKruzer
- SunriseBrowser
- CoolNovo

### Egyéb böngészők
- Lunascape
- Opera
- Internet Explorer Macintosh verzió
- Amaya
- Arachne
- AWeb
- Charon (Infernora)
- Dillo
- Emacs/W3
- ProSyst mBrowser
- Espial Escape
- HotJava
- IBrowse
- iCab
- Jazilla
- NetPositive
- NetSurf
- Off By One
- Oregano
- Odyssey Web Browser
- Voyager
- Blue Browser

### Mobil böngészők
Mobil böngésző

## Karakteres böngészők
- Alynx
- ELinks
- Links
- Lynx
- Netrik
- w3m

## Történelem
- WorldWideWeb
- Mosaic
- Netscape Navigator és Netscape Communicator
- Act
- AMosaic
- Arena
- Cello
- CyberDog
- Grail
- IBM Web Explorer
- MacWeb
- MidasWWW
- NetShark
- SlipKnot
- Viola
- WebRouser